# Tabor (Iowa)
Tabor è un comune degli Stati Uniti d'America, situato nello Stato dell'Iowa, diviso tra la contea di Fremont e la contea di Mills.